# Украјинска Совјетска Република
Украјинска Совјетска Република (укр. Українська Радянська Республіка; рус. Украинская Советская Республика) је била совјетска република коју су створили украјински бољшевици након што је Други свеукрајински конгрес Совјета прогласио независност Совјетске Украјине у марту 1918. и спојио Украјинску Народну Републику Совјета, Одеску Совјетску Републику и Доњецк-Кривојрошку Совјетску Републику у једну државу.

## Историја
Историја украјинске републике као Украјинске совјетске републике и њене владе почиње од 24. до 25. децембра 1917. године када је у Харкову одржан Први свеукрајински конгрес Совјета који је Украјину прогласио Украјинском Републиком, Украјинском Народном Републиком Совјета – Украјинском Совјетском Републиком. Конгрес је донео одлуку о блиском савезу са совјетском Руском Републиком и изабрао Централни извршни комитет.
Реформисана је 19. марта 1918. на Другом свеукрајинском конгресу Совјета у Јекатеринославу, након потписивања Брест-Литовског уговора од стране Руске Совјетске Федеративне Социјалистичке Републике 3. марта. Совјетска влада и народ, који су то подржавали, били су блиско повезани са Руском Совјетском Републиком. Након победе совјетске власти у Украјини, Украјинска Народна Република је званично преименована у Украјинску Совјетску Републику, а затим у Украјинску Социјалистичку Совјетску Републику која је постала један од суоснивача Совјетског Савеза 1922. године.
Војне снаге тадашње совјетске владе Украјинске Републике познате су као Црвена козачка армија, касније саставни део Црвене армије Совјетског Савеза.
Република је ујединила Украјинску Народну Републику Совјета, Доњецк-Кривојрошку Совјетску Републику и Одеску Совјетску Републику као део Руске СФСР. Међутим, убрзо су ју преплавиле снаге Централних сила и Украјинске Народне Републике.
Дана 18. априла 1918. године, у Таганрогу, следећа седница Централног извршног комитета Совјета објавила је да су влада Совјетске Украјине, Централни извршни комитет Украјине и Народни секретаријат сада комбиновани као „Украјински биро“ за руковођење устаничком борбом против немачке окупације.